# Poentilizam
Poentilizam ili točkanje je način slikanja gdje se malim jasnim točkama osnovnih boja stvara utisak velikog broja sekundarnih i ostalih boja. Tehnika se zasniva na percepcijskoj osobini oka da miješa točke boja u puni spektar tonova. Ovakvu metodu slikanja nazivamo divizionizam. To je stil koji je imao samo nekolicinu istaknutih sljedbenika a najpriznatija je u djelima Seurata, Signaca, i Crossa. Pojam "pointilizam", iako danas općeprihvaćen, je lošiji izraz za stil koji se izvorno naziva Neo-impresionizam. Pojam je ustanovila umjetnička kritika u kasnim 1880-ima kako bi ismijala radove ovih umjetnika, a danas se koristi bez izvornog smisla poruge. 
Pointilizam se također odnosi i na glazbeni stil 20. stoljeća koji su koristili skladatelji kao što je Anton Webern.

## Tehnika
Poentilistički pristup je u suprotnosti s uobičajenom metodom slikanja stapanjem pigmenata na paleti ili korištenja mnogih komercijalnih, unaprijed zamiješanih, boja. Tehnika je analogna CMYK kombiniranju boja u četverobojnom tisku ili ispisu pisača. No, poentilizam ne odgovara načinu na koji nastaju boje na televizijskom ekranu ili zaslonu računala. 

## Uporaba
Ako se pomiješa crvena, plava i zelena svjetlost (aditivne primarne) pomiješaju, dobije se nešto slično bijeloj svjetlosti. Sjajni pointilistički efekti isijavanja su dobiveni ovim aditivnim miješanjem pojedinih boja, čime je izbjegnuto miješanje primarnih boja (CMY). 
Potezi kistom kojim nastaje pointilističko (vizualno) miješanje boja nisu najbolji za ocrtavanje  teksture koja se može dobiti tradicionalnim potezima kista.
Televizori u boji i zasloni računala ( CRT i LCD) koriste sitne točke primarnih boja (crvene, plave i zelene) kako bi prikazali boje, što se može smatrati nekom vrstom pointilizma. 

## Poveznice
- Postimpresionizam
- Boja